# Who's Gonna Ride Your Wild Horses
«Who's Gonna Ride Your Wild Horses» es la quinta canción y quinto sencillo del álbum Achtung Baby, de la banda de rock irlandesa U2.

## Escritura y grabación
"Who's Gonna Ride Your Wild Horses" comenzó como una demo que la banda grabó en los estudios STS en 1990. La banda trabajó en él durante las sesiones formales de Achtung Baby, incluidos varios intentos fallidos en los estudios Hansa en Berlín. Esto produjo varias versiones de la canción y alrededor de una docena de mezclas. Sin embargo, la demostración original siguió siendo su versión preferida. El productor Jimmy Iovine, en particular, expresó su preferencia por la versión demo cuando el vocalista Bono la tocó para él. Durante la grabación del grupo en Dublín en 1991, se contrató al productor Steve Lillywhite para proporcionar un "par de oídos frescos" y mezclar la canción. La versión del álbum se parece más a la demostración original.
Lillywhite recuerda que, "Odiaban esa canción. Pasé un mes en ella y todavía no creo que fuera tan consciente como podría haber sido. Los estadounidenses la habían escuchado y dijeron: 'Esa es tu canción de radio'". porque estaban teniendo problemas con algunos de los elementos más industriales [del álbum]. Es casi como una banda de covers haciendo un momento U2. Tal vez lo intentamos demasiado ". Bono dijo: "Es una canción que siento que no hicimos "Clave en el disco porque había otro conjunto completo de letras que se tiraron y las escribí rápidamente y nos fuimos". La banda luego lanzó un "Temple Bar Remix" con arreglos alternativos como el sencillo, la versión de la canción que más prefieren. La banda también ha afirmado que les resulta difícil interpretar la canción en concierto. El bajista Adam Clayton dijo: "Es una gran canción de antorcha, con melodía y emoción, pero no creo que volvamos a capturarla y nunca hemos podido tocar la canción en vivo".

## Lanzamiento single
Cuando se arreglan las portadas de "Even Better Than the Real Thing", "The Fly", "Who's Gonna Ride Your Wild Horses" y "Mysterious Ways", se forma una imagen de los miembros de la banda conduciendo un Trabant.
El sencillo incluía la versión en solitario de Bono de "Can't Help Falling in Love", que fue grabada en los estudios STS en Dublín el 29 de junio de 1992 para la película Honeymoon in Vegas.

## En directo
La canción fue interpretada en directo por el grupo durante las 2 primeras mangas del Zoo TV Tour, en 1992. Pasarían 13 años hasta aparecer de nuevo en directo, en el Vertigo Tour de 2005-06, donde se tocó de manera esporádica, primero en una versión semi-electrónica, que se parecía mucho a la versión del álbum, y después en una versión acústica. 12 años más tarde volvería a aparecer en una gira, el Experience + Innocence Tour de 2018, en el cual se tocó también de manera esporádica. También fue incluida en la serie de conciertos residenciales U2:UV Achtung Baby Live at Sphere, celebrados en Las Vegas en 2022-23.

## Versiones
Garbage reelaboró la canción para el álbum tributo de 2011 AHK-toong BAY-bi Covered. "Achtung Baby fue una gran influencia en el primer álbum de Garbage", comentó Butch Vig. "Es groovy y arenoso, hi-fi y lo-fi, industrial y orquestal. Elegimos esta canción porque nos encanta la letra. Quitamos los versos y cambiamos el acorde mayor por el menor, lo que hace que la letra sea más agridulce. Nosotros estaban en el estudio haciendo el nuevo álbum Garbage en ese momento; esto fue una buena distracción".

## Personal
- Bono - voz, guitarra acústica
- The Edge - guitarra eléctrica, sintetizador, segunda voz
- Adam Clayton - bajo eléctrico
- Larry Mullen Jr. - batería, percusión

## Posicionamiento
| Año  | Sencillo                            | Listas                    | Posición |
| ---- | ----------------------------------- | ------------------------- | -------- |
| 1992 | "Who's Gonna Ride Your Wild Horses" | Australian Singles Chart  | #9       |
| 1992 | "Who's Gonna Ride Your Wild Horses" | UK Singles Chart          | #14      |
| 1992 | "Who's Gonna Ride Your Wild Horses" | US Billboard Hot 100      | #35      |
| 1992 | "Who's Gonna Ride Your Wild Horses" | US Modern Rock Tracks     | #7       |
| 1992 | "Who's Gonna Ride Your Wild Horses" | US Mainstream Rock Tracks | #2       |
| 1992 | "Who's Gonna Ride Your Wild Horses" | US Top 40 Mainstream      | #28      |
| 1992 | "Who's Gonna Ride Your Wild Horses" | Canadá                    | #26      |